# René Margotton
René Margotton (Roanne, 18 de noviembre de 1915 - 22 de diciembre de 2009) fue un ilustrador y pintor francés de la Escuela de París.

## Biografía
Empezó a crear sus pinturas antes de la  Segunda Guerra Mundial. Tenía 12 años cuando pintó su primera pintura al óleo en Marsella. Ilustró libros, los cuales fueron publicados en su gran mayoría en el año 1940. Se mudó en 1945 a París con su esposa y sus hijos Roland y Bernard Romain y entró a la  Escuela de Bellas Artes (París). Visitó muy seguido los museos y entró al taller de Fernand Léger en el año de 1948 cuya amistad mantendrá hasta su muerte en 1955. Durante una de sus numerosas visitas, pintó un gouache del estudio de Fernand Léger en Gif-sur-Yvette representando su casa "Le Gros Tilleul". Amigo también de Maurice Utrillo, tuvo por un tiempo la influencia de su maestro antes de encontrar su propia inspiración. Fue en Montparnasse, entre 1946 y 1955, donde realizó sus primeras exposiciones. Margotton es uno de los últimos herederos del cubismo  del siglo XX con todo lo que tiene de rigor, de equilibrio en la composición del cuadro. Con numerosas muestras fue conocido de los coleccionistas franceses y de los del Mundo. Su obra llena de magia y de sensualidad logra muy pronto un éxito internacional. Clasificado como «pintor de la luz», en sus composiciones maravillosas se nota, a menudo, una atmósfera llena de surrealismo que suma en todos sus cuadros un elemento cósmico. Por la técnica y la fuerza de sus colores parece a los grandes maestros del Renacimiento italiano. En 1979 participa en la bienal internacional del Arte sacro y fue nombrado «pintor de la Luz».  Luego se dedica a obras en gemmáil, un arte del vitral para varias iglesias, Basílica de San Martín de Tours (Tours) sobre todo la Basílica subterránea San Pío X en Lourdes (Altos Pirineos) donde 20 «gemmailles» fueron elaboradas según sus obras entre el año 1989 y el año 1993 sobre las apariciones de Bernadette Soubirous.
El cineasta Lucien Le Chevalier realizó una película sobre la obra de René Margotton.

## Museo Margotton
El museo Margotton está ubicado dentro del antiguo Palacio de los obispos de Bourg-Saint-Andéol en Ardèche  a orillas del Ródano. El pueblo se encuentra a 15 minutos de la salida de la autopista A7 en Francia: Montélimar. Su obra religiosa está expuesta en la capilla de Arquitectura neogótica del siglo XIX y en diferentes salas . Se pueden ver también pinturas no religiosas en otras salas del palacio.
En este palacio las fachadas del patio de Honor trazan 600 años de historia. La fachada gótica da a una terraza imponente que domina el Ródano, parecida a la del Pequeño Palacio en Aviñón. Podemos admirar dentro los techos a la francesa pintados en 1638, la cámara del cardenal Mazarino donde permaneció en agosto de 1642, la Cocina medieval y sus inmensas chimeneas.

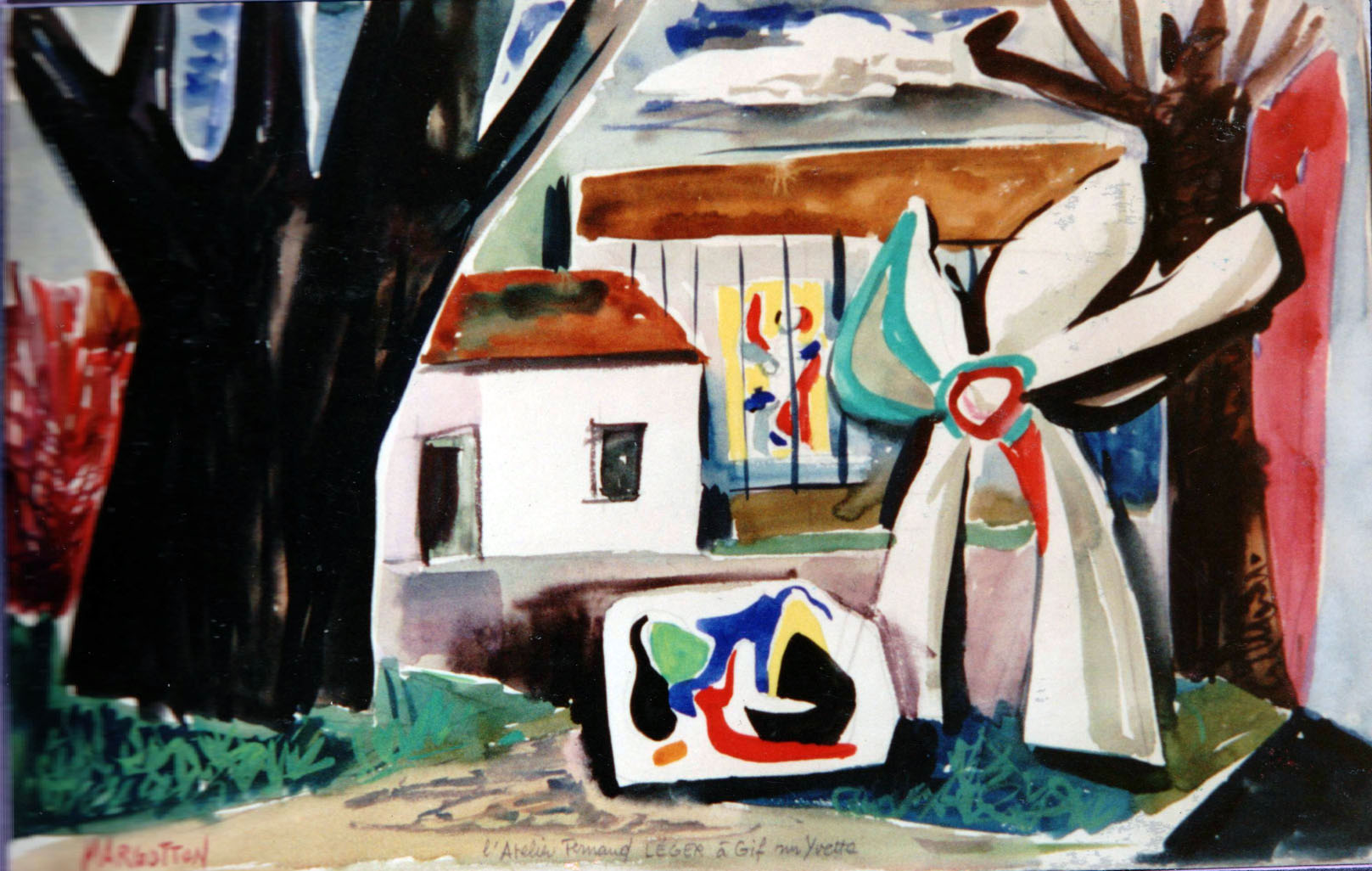
Estudio de Fernand Léger en Gif- sur- Yvette (guache, 1955)
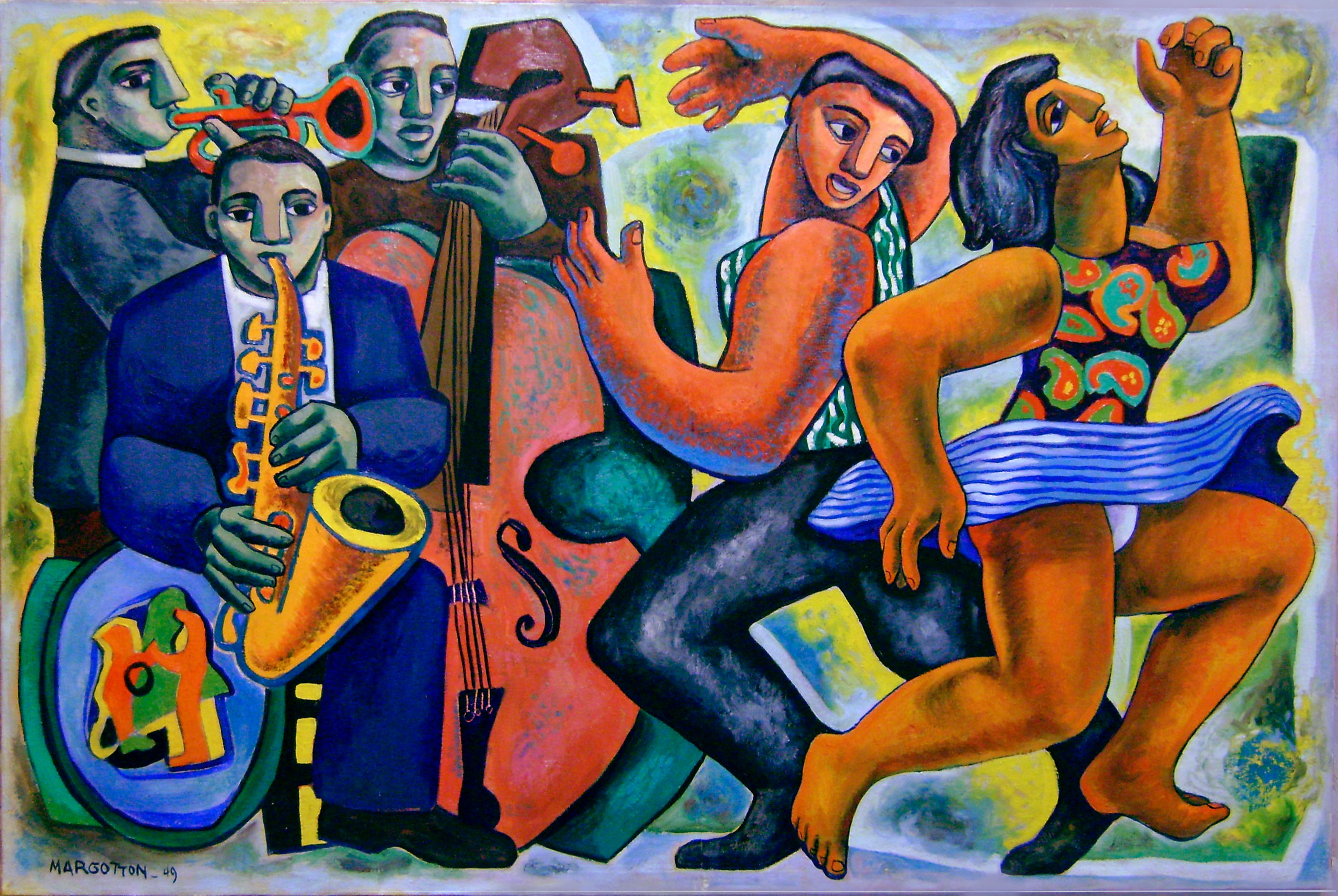
Be-bop (1949, 97x146 cm)
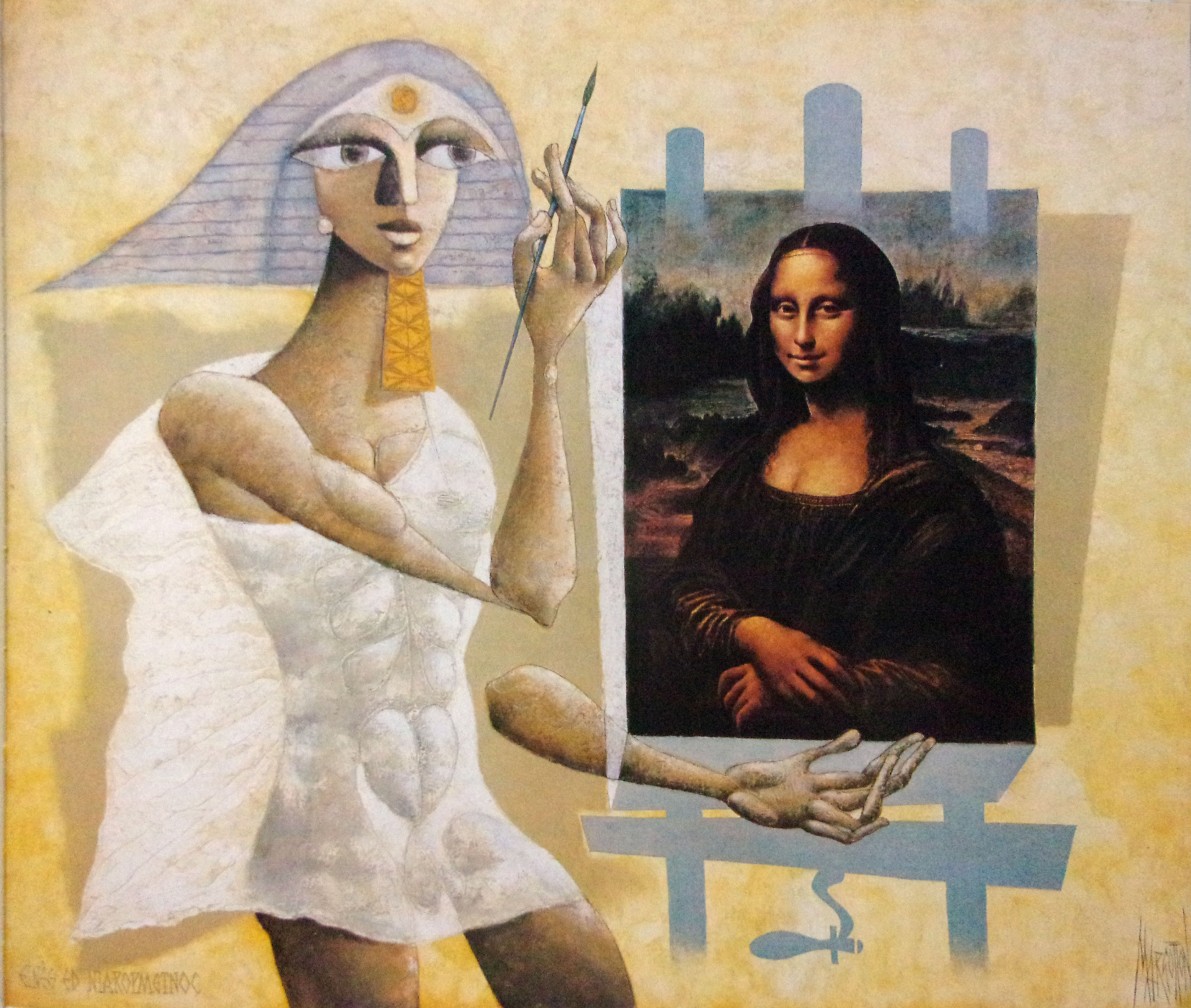
Contemporáneo pintando Mona Lisa (162x130 cm)
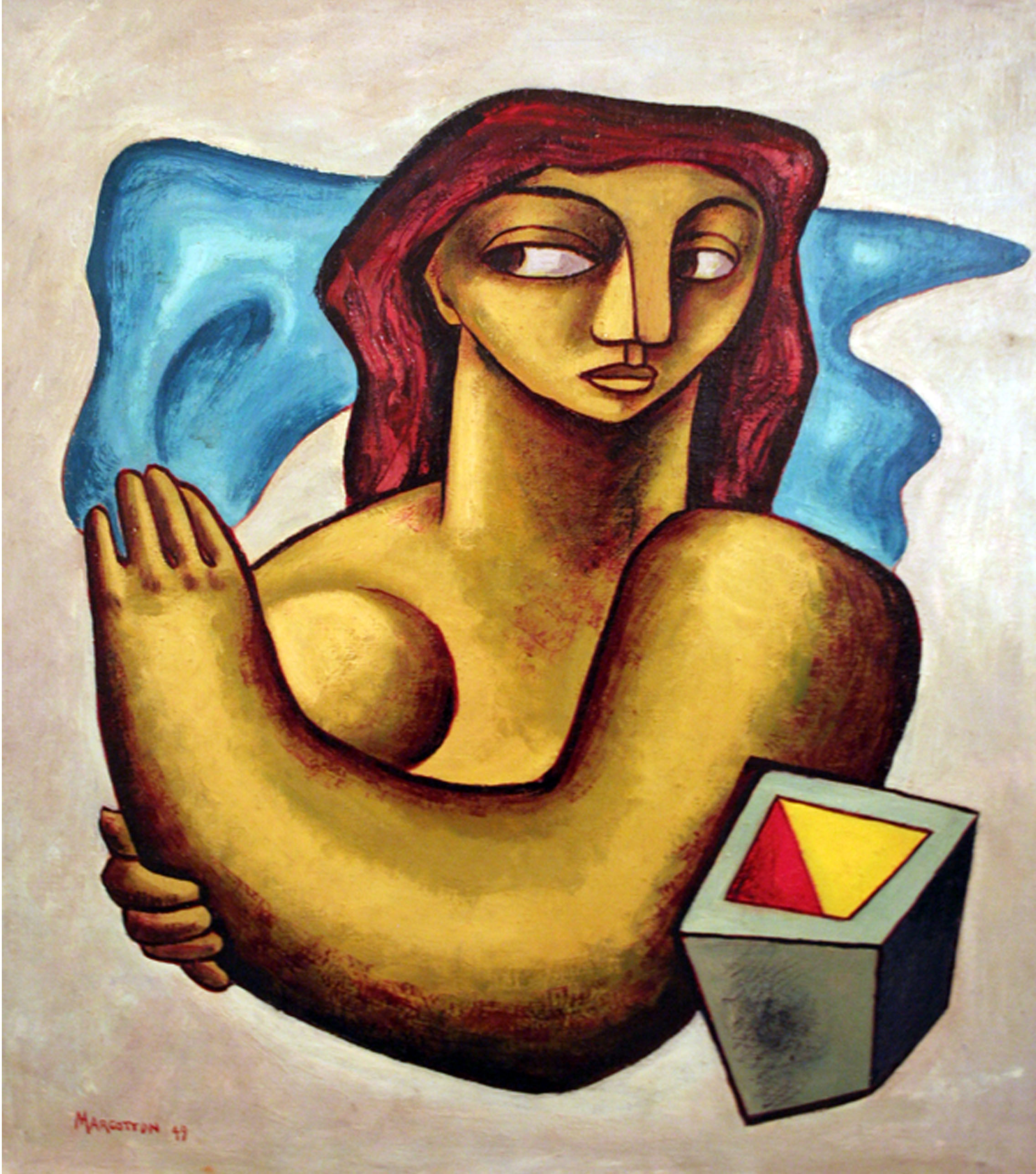
La anunciación (1949, 65x54 cm)
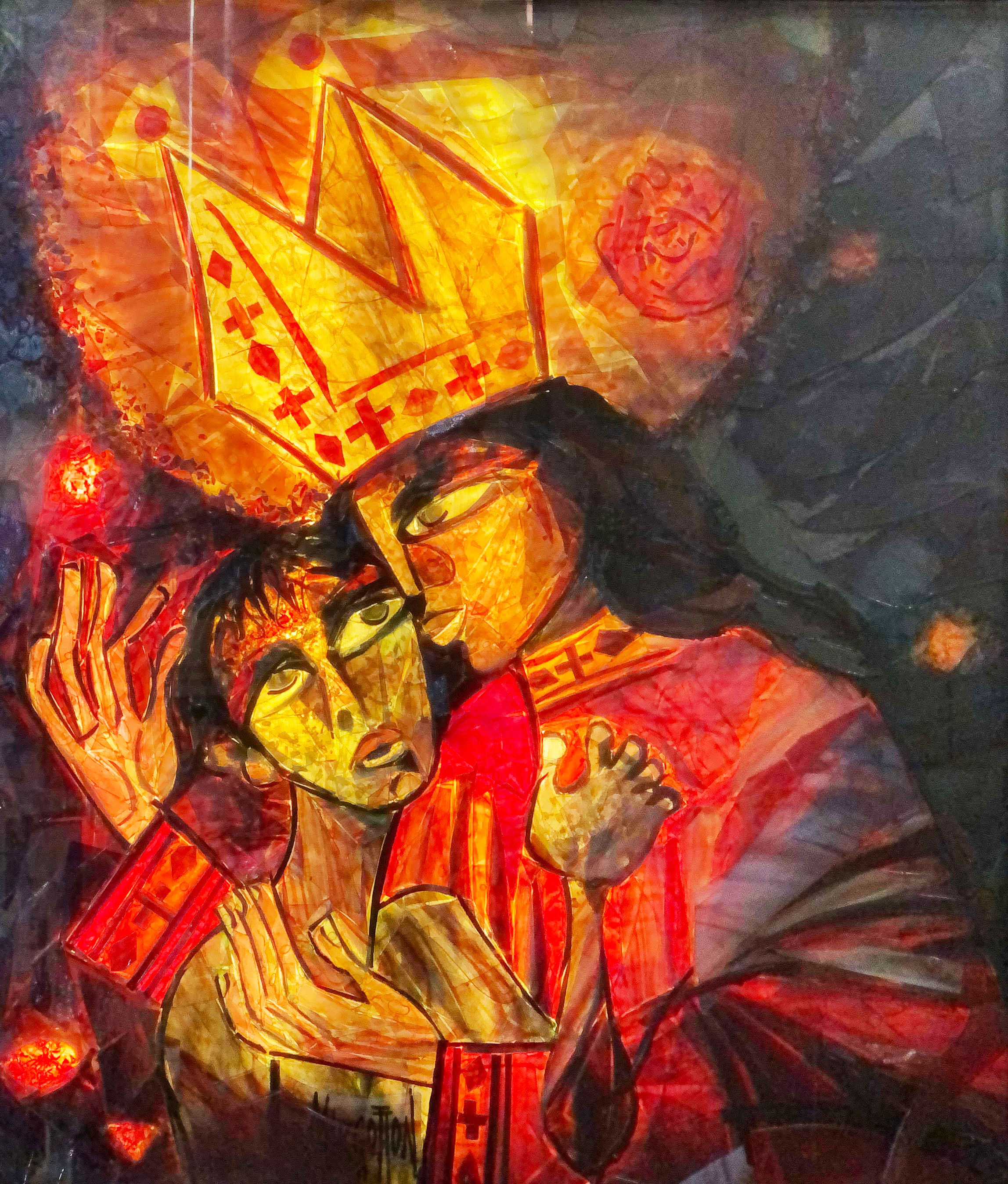
Basílica de San Martín de Tours (besando al leproso)
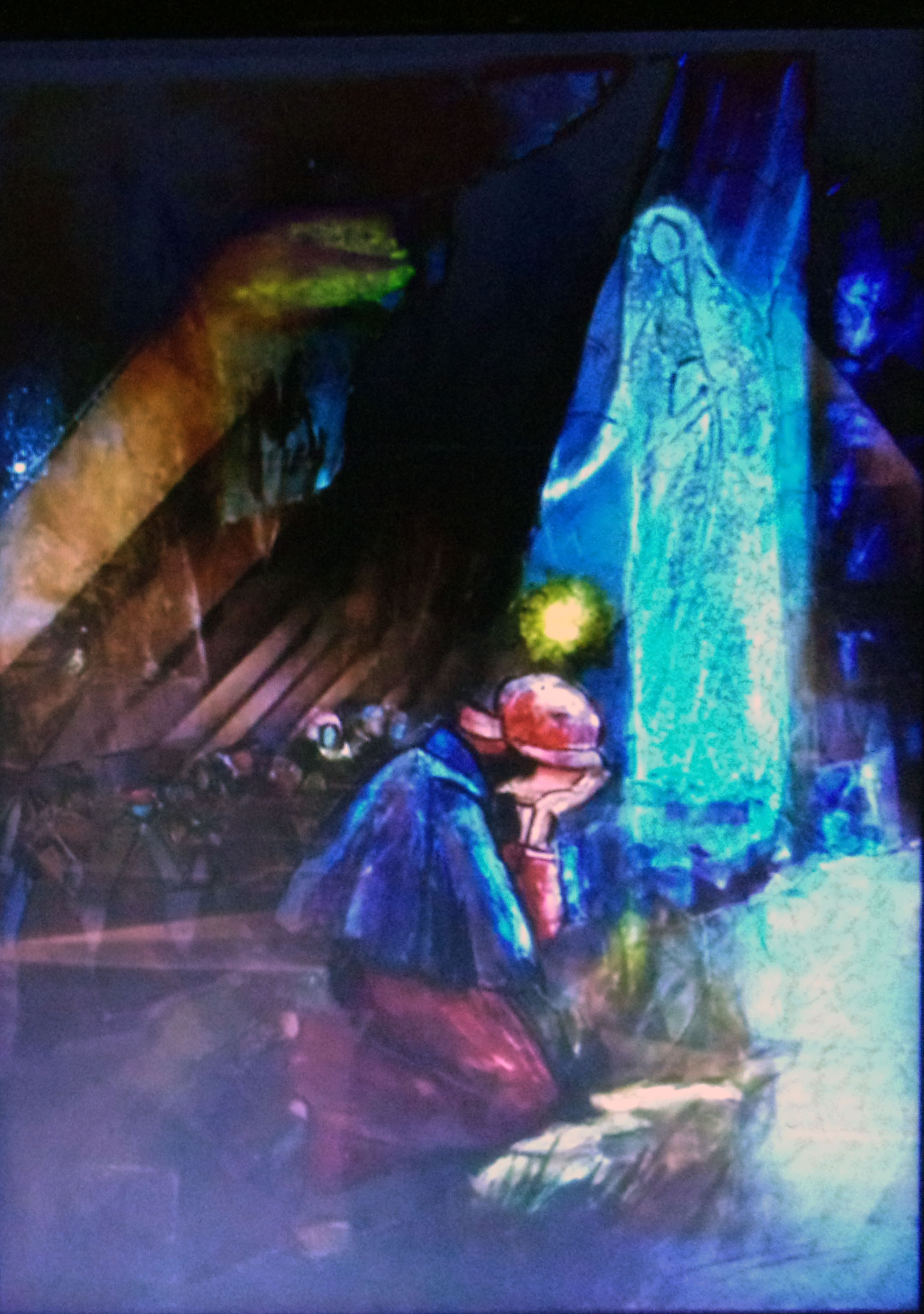
Lourdes Bernadette Gemmail

## Exposiciones
Desde 1937, René Margotton presentó numerosas exposiciones en París, U.S.A., Luxemburgo, Nueva Caledonia, Mónaco, Filadelfia (USA). Exposiciones con la Escuela de París (arte) desde 1949: París, Túnez, Italia, Alemania, Dinamarca, Finlandia, USA, Marruecos, Inglaterra, Bélgica, Suiza, Costa de Marfil, Nueva Caledonia, República de Singapur, Gabón, Venezuela, Isla de la Reunión, Guadalupe, Holanda, China, Taiwán, Hong Kong.

## Grandes salones
«Les peintres témoins de leur temps», «l’École française», «Grands et Jeunes d’aujourd’hui», «Terres Latines», «Indépendants», «Artistes français», «Comparaisons», Socio del  Salón de Otoño  y de la Nacional de las Bellas Artes.

## Museos públicos
- Museo de Arte Moderno de París
- Museo de Narbonne
- Museo de Sarreguemines
- Museo Fabre  de Montpellier
- Museo de Saint-Maur
- Museo nacional de Camboya
- Consulado de Panamá
- Museo del Gemmail , Tours
- Basílica Saint-Martin, Tours
- Basílica Saint-Pie X, Lourdes (Altos Pirineos)
- Iglesia de la Cara-Santa
- Iglesia Saint-Louis du Forez
- Museo del Bourget
- Iglesia de Valaurie
- Musée d'Art de Stockton University, New Jersey, USA

## Litografías-estampas
René Margotton realizó litografías para las Ediciones " Le Graveur ”, París; "Stehli", Zürich; "Froost*Reed", Tarjeta; "Manschi", Londres; "Verkerke", Países Bajos; "Hautot", París; " Francia Reproducciones ", París; "Arnaud de Vesgre", Neuilly-sur-Seine.

## Libros ilustrados
La Duquesa de Langeais, Honoré de Balzac; Historia de Vichy, Maurice Constantin-Weyer; La montaña mágica de  Thomas Mann (Premio Nobel); edición Famot, Ginebra, Enciclopedia francesa; J.-M Loduca, reproducciones, dibujos y pinturas.

## Premios y distinciones
- Numerosas medallas de Honor, de Plata y medallas de Oro, numerosos premios :Premio internacional de Pintura (J.E.A ., Francia y Ultramar), Laureado de la Bienal Internacional de Gemmail, el Arte sacro, 1979;
- Pintor de la Luz, 1979. Laureado del Gemmail de la ciudad de Tours.
- Caballero de Artes y Letras
- Medalla de Corladura de la Ciudad de París
- Caballero del Mérito Cultural y artístico
- Medalla de Corladura  Orden de las Artes y las Letras,
- Oficial del Mérito Bélgico-Hispánico
- Promoción de la Reina Fabiola de Mora y Aragón
- Académico de Italia con medalla de Oro
- Palmas de Oficial del Estímulo público
- Gran Oficial Mérito Cultural y Artístico
- Europeo, España
- Comendador con Palma de Oro París Critique
- Caballero del Estímulo al progreso
- Oficial del Mérito y La devoción francesa

## Colecciones
Industriales le mandaron composiciones importantes. Las obras de Margotton figuran en numerosas colecciones en Francia, U.S.A, Japón, Gran Bretaña, Canadá, Europa, Asia, África, la India, México y Tapicería de Aubusson. Ediciones ilustradas y Litografía en las colecciones de la Biblioteca Nacional de Francia.